# Per Hierta
Per Hierta, född 1613, död 1693, var en svensk militär. 

## Biografi

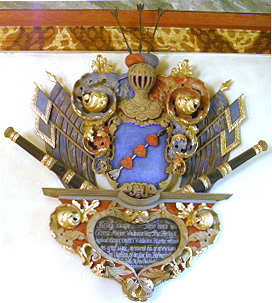
Per Hiertas Begravningsvapen

Per Hierta var son till ryttmästaren Lars Hierta till Kolsholmen och Anna Lilljebjelke. Liksom sin äldre bror inträdde han på den militära banan, blev kornett vid Westgöta kavalleri, innan han blev löjtnant, sedermera ryttmästare, vid Erik Oxenstjernas regemente. 1655 utnämndes han till major vid samma regemente, för att tre år senare bli överstelöjtnant och 1673 överste. Han utnämndes 1677 till överstelöjtnant vid Kavalleriet.
Hierta utmärkte sig under 30-åriga kriget, och skadades vid slaget vid Lund. Hierta var en kärv krigare och känd för sin frispråkighet. Flera anekdoter därom röra hans yttranden till Karl XI efter slaget vid Lund.
Hierta skrev sig till flera gods i Västergötland, bland annat Främmestad, som han bytte till sig mot sina halländska arvegods. Han var gift med Märta Lindelöf af Kedom, som förde Häggetorp till ätten, och som var mor till hans två döttrar och sonen Lars Hierta. Per Hierta är begravd under altaret i Vedums kyrka i Vara kommun, på norra väggen i kyrkan hänger hans begravningsvapen.